# Football Club Vigevano San Giorgio
L'Associazione Sportiva Dilettantistica Vigevano Calcio 1921 est le club de football de Vigevano dans la province de Pavie.
Le club a passé 11 saisons en Serie B (deuxième division) et évoluait en Prima Categoria (7e division italienne) lors de la saison 2020-2021.

## Changements de nom
- 1921 : Giovani Calciatori Vigevanesi
- 1921-1936 : Giovani Calciatori Vigevanesi
- 1936-1979 : Associazione Calcio Vigevano
- 1979-1993 : Football Club Vigevano 1979
- 1993-2015 : Vigevano Calcio
- 2015-2016 : Associazione Sportiva Dilettantistica Pro Vigevano Suardese
- 2016-2017 : Associazione Sportiva Dilettantistica Football Club Vigevano 1921
- 2017- : Associazione Sportiva Dilettantistica Vigevano Calcio 1921